# واودلگس
واودلگس (به فرانسوی: Vaudeloges) یک کمون در فرانسه است که در Canton of Saint-Pierre-sur-Dives واقع شده‌است.

## خصوصیات
واودلگس ۱۲٫۵۱ کیلومترمربع مساحت و ۲۰۸ نفر جمعیت دارد.